# Ichiro Hosotani
Ichiro Hosotani (細谷 一郎 Hosotani Ichiro?,  nacido el 21 de enero de 1946 en Hyogo) es un exfutbolista japonés que se desempeñaba como delantero.
En 1978, Hosotani jugó 4 veces para la Selección de fútbol de Japón.

## Trayectoria

### Clubes
| Club              | País  | Año         |
| ----------------- | ----- | ----------- |
| Mitsubishi Motors | Japón | 1969 - 1978 |

### Selección nacional
| Selección | País  | Año  |
| --------- | ----- | ---- |
| Absoluta  | Japón | 1978 |

## Estadística de equipo nacional
| Selección de Japón | Selección de Japón | Selección de Japón |
| Año                | Part.              | Goles              |
| ------------------ | ------------------ | ------------------ |
| 1978               | 4                  | 1                  |
| Total              | 4                  | 1                  |

## Palmarés

### Títulos nacionales
| Título                   | Club                  | País  | Año  |
| ------------------------ | --------------------- | ----- | ---- |
| Copa del Emperador       | Universidad de Waseda | Japón | 1978 |
| Japan Soccer League      | Mitsubishi Motors     | Japón | 1969 |
| Copa Japan Soccer League | Mitsubishi Motors     | Japón | 1971 |
| Japan Soccer League      | Mitsubishi Motors     | Japón | 1973 |
| Copa Japan Soccer League | Mitsubishi Motors     | Japón | 1973 |
| Japan Soccer League      | Mitsubishi Motors     | Japón | 1978 |
| Copa Japan Soccer League | Mitsubishi Motors     | Japón | 1978 |
| Copa del Emperador       | Mitsubishi Motors     | Japón | 1978 |